# Kardzjali (provins)
Kardzjali er en af de 28 provinser i Bulgarien, beliggende i den sydlige del af landet, på grænsen til Bulgariens naboland Grækenland. Provinsen har et areal på 3.209 kvadratkilometer og et indbyggertal (pr. 2009) på 171.112.Folketællingen 7. september 2021 viste et indbyggertal på 141.177 i provinsen. Klik på referencen under indledningen i artiklen om Bulgarien for resultat af folketælling.
Kardzjalis hovedstad er byen Kardzjali, der med sine ca. 50.000 indbyggere også er provinsens største by. Af andre store byer kan nævnes Momtjilgrad (ca. 9.000 indbyggere) og Krumovgrad (ca. 5.000 indbyggere). Provinsen har en overvejende etnisk tyrkisk befolkning.